# Anna Klumpke
Anna Klumpke (San Francisco, 28 ottobre 1856 – San Francisco, 9 febbraio 1942) è stata una pittrice statunitense.

## Biografia
Anna Elizabeth Klumpke nacque a San Francisco in California da John Gerald Klumpke, nato in Inghilterra, (o in Germania), facoltoso agente immobiliare di San Francisco, e da Dorothea Mattilda Tolle. Anna fu la maggiore di otto figli, ma solo cinque di essi vissero fino ad età matura. Aveva quattro sorelle: Dorothea Klumpke Roberts, che fu astronoma; Augusta Dejerine-Klumpke, neurologa; Julia Klumpke, violinista e compositrice e Mathilda Klumpke, pianista. La giovinezza di Anna fu assai travagliata.
A tre anni Anna si fratturò un femore e per tutta la vita soffrì di osteomielite e di artrite e ciò la rese pressoché invalida. Sua madre fece l'impossibile per trovare una cura, portandola, assieme ai fratelli, a Berlino per farla curare dal Dr. Bernhard von Langenbeck. Il trattamento durò 18 mesi, ma non ebbe successo, e Anna restò per sempre claudicante. Mentre si trovavano in Europa la madre fece in modo che ella ricevesse comunque una consistente istruzione.
 
Ma l'assenza della famiglia dall'America causò tensioni con il padre rimasto a San Francisco e, nel 1871, i genitori divorziarono. Con la madre e i cinque fratelli Anna fu portata dapprima a Gottinga, dove la famiglia visse per due anni presso una zia materna che aveva sposato un tedesco, e dove Anna e sua sorella Augusta furono mandate a scuola a Cannstatt, presso Stoccarda. Quindi, quando Anna aveva 17 anni, si trasferirono tutti a Clarens, in Svizzera, presso il lago di Ginevra, dove la giovane trascorse due anni in collegio.
Anna studiò arte a casa per alcuni anni, poi, nell'ottobre del 1877, si trasferì con la famiglia a Parigi. All'inizio fu allieva privata del pittore Pierre Auguste Cot, quindi si iscrisse all'Académie Julian dal 1883 al 1884 per completare la sua formazione. Divenne allieva di Tony Robert-Fleury e Jules Joseph Lefebvre e per alcuni mesi copiò i quadri del Museo del Luxembourg, inclusi quelli di Rosa Bonheur. In seguito studiò anche con Félix Dominique de Vuillefroy e si presentò per la prima volta al "Salon des artistes français" nel 1884, vincendo il premio dedicato agli studenti stranieri dell'anno. Continuò poi ad esporre al Salon per diversi anni, regolarmente e con notevole successo. Completati gli studi, Anna tornò negli Stati Uniti, a Boston, ma nel 1889 riprese la via di Parigi.

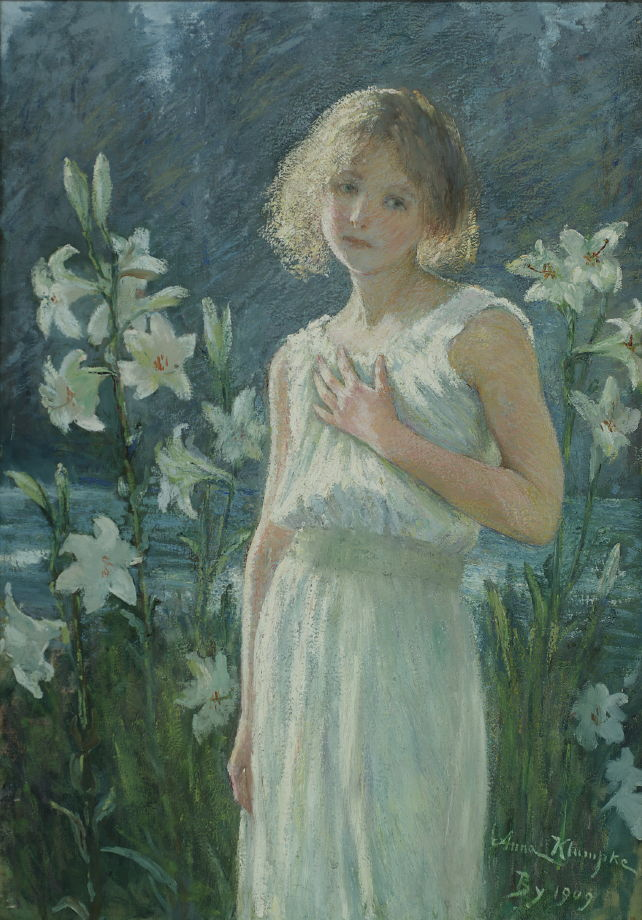
Fra i gigli, 1909
M.H. de Young Memorial Museum di San Francisco

Nell'ottobre di quell'anno Anna ebbe occasione di fare da interprete fra Buffalo Bill, che era in tournée in Europa, e la pittrice Rosa Bonheur, artista già assai famosa per i suoi quadri di animali e celebre in tutti gli Stati Uniti. Anna fu affascinata da quell'artista e, forse, ne accettò favorevolmente la pacata omosessualità.
Anna Klumpke e Rosa Bonheur si conobbero dunque il 15 ottobre del 1889 a Thomery, presso Fontainebleau, e cominciarono a frequentarsi, per poi vivere praticamente assieme per dieci anni, nonostante la differenza di età (34 anni), sino alla morte di Rosa. Anna chiese ben presto alla Bonheur il permesso di farle il ritratto e quest'ultima glielo accordò con entusiasmo. Fu così che Anna Klumpke andò ad abitare con lei nel castello di By a Thomery. Rosa Bonheur aveva allora 76 anni, non aveva figli e aveva perso da qualche tempo la sua amata compagna di vita, Nathalie Micas. L'arrivo della giovane americana le ridonò la gioia di vivere ed ella fece di tutto affinché il soggiorno di Anna Klumpke durasse più a lungo possibile. Fece costruire espressamente un atelier nel parco del castello affinché la Klumpke potesse dipingere tranquillamente. A sua volta Anna promise di restare nel castello di By sino alla morte di Rosa. Durante la sua permanenza nel castello Anna Klumpke scrisse, sotto dettatura della Bonheur, la biografia di quest'ultima, che completò, con sue osservazioni, sul proprio diario personale.
Rosa Bonheur morì nel maggio del 1899, lasciando Anna Klumpke sua erede universale. Anna fece il possibile per conservare l'atelier e le opere della Bonheur affinché fossero conosciute e apprezzate dalle generazioni future. Inoltre, in memoria dell'amica, istituì il "Premio Rosa Bonheur", dotato di una somma di denaro che ella prelevò dall'eredità lasciatale. Nel 1908 pubblicò con l'editore Flammarion la biografia di Rosa, in francese: "Rosa Bonheur, sa vie son œuvre",
basata su quanto riportato nel suo diario, nelle lettere di Rosa Bonheur, in vari appunti e scritti. Nel libro, che fu tradotto e pubblicato in inglese solo nel 1998, Anna Klumpke racconta la storia della vita della celebre artista.

Dopo la morte di Rosa, Anna divise il suo tempo tra la Francia, Boston e San Francisco, stabilendosi infine in quest'ultima città nel 1930 e continuando la sua attività di pittrice. Nel 1940 pubblicò la sua autobiografia: Memoirs of an Artist.
Morì poco tempo dopo, nel 1940, a 86 anni, nella nativa San Francisco, ma fu sepolta a Parigi nel cimitero di Père-Lachaise, a fianco di Rosa Bonheur, nella tomba della famiglia Micas, che Rosa considerava come la sua vera famiglia.
Il castello di By e il Museo dell'atelier Rosa-Bonheur a Thomery conservano ancora un importante patrimonio di opere di Anna Klumpke, così come numerosi suoi effetti personali.

## L'arte
Anna Klumpke fu essenzialmente una pittrice di genere e nelle sue composizioni impiegò spesso figure femminili. La sua opera Catinou Knitting fu esposta al Salon di Parigi nel 1877. Questa immagine, dai tratti assai sentimentali, divenne molto popolare e ne furono fatte diverse copie. Realizzò anche numerosi ritratti ed è nota in particolare per quelli di Elizabeth Cady Stanton (1889) e di Rosa Bonheur (1898).
 
La sua pittura appare sempre pervasa da un'intensa, malinconica poesia.

## Opere nelle collezioni pubbliche
Elenco parziale.
- Portrait of Elizabeth Cady Stanton, 1886, National Portrait Gallery, Washington, D.C.
- In the Washhouse, 1888, Pennsylvania Academy of the Fine Arts, Filadelfia
- Portrait of Mary Sophia Walker, 1898, Bowdoin College Museum of Art, Brunswick, Maine
- Portrait of Rosa Bonheur, 1898, Metropolitan Museum of Art, New York City
- Rosa Bonheur (Studio per ritratto), 1898, Bowdoin College Museum of Art, Brunswick
- Portrait of Rosa Bonheur with Charley, 1899, Castello di Fontainebleau
- Portrait of Rosa Bonheur in Studio, 1902, Museo dell’Atelier di Rosa Bonheur, Thomery
- Among the Lilies, 1909, M.H. de Young Memorial Museum, San Francisco
- The Artist's Father, 1912, M.H. de Young Memorial Museum, San Francisco

## Opere scritte
- Rosa Bonheur: Sa Vie Son Oeuvre, editore Ernest Flammarion, 1908[9]
- Rosa Bonheur: The Artist's Auto-Biography, edizione in lingua inglese, traduz. di Gretchen van Slyke - Ediz. University of Michigan Press, 1998, ISBN 0-472-08842-4
- Anna Klumpke, A Turn-of-the-Century Painter and Her World, editore Britta C. Dwyer, Northeastern, 1999, ISBN 1-55553-386-8

### Autobiografia
- Memoirs of an Artist, ediz. Wright and Potter Printing Company, Boston, 1940

## Riconoscimenti e onorificenze
- Medaglia d'argento della "Reconnaissance française".
- Due medaglie d'argento all'Académie Julian, Parigi.
- Menzione d'onore al "Salon des artistes français" del 1885, Parigi.
- Medaglia di bronzo all'Expo del 1889, Parigi.
- Medaglia d'argento degli Amici di Versailles, 1889.
- Temple Gold Medal 1889, Filadelfia. Pennsylvania Academy of the Fine Arts.[10]
- Medaglia di bronzo all'Expo del 1905, Saint-Louis.
- Cavaliere della Légion d'honneur per decreto del 27 luglio 1924[11][12]
- Ufficiale della Légion d’honneur, 1936.

## Galleria d'immagini

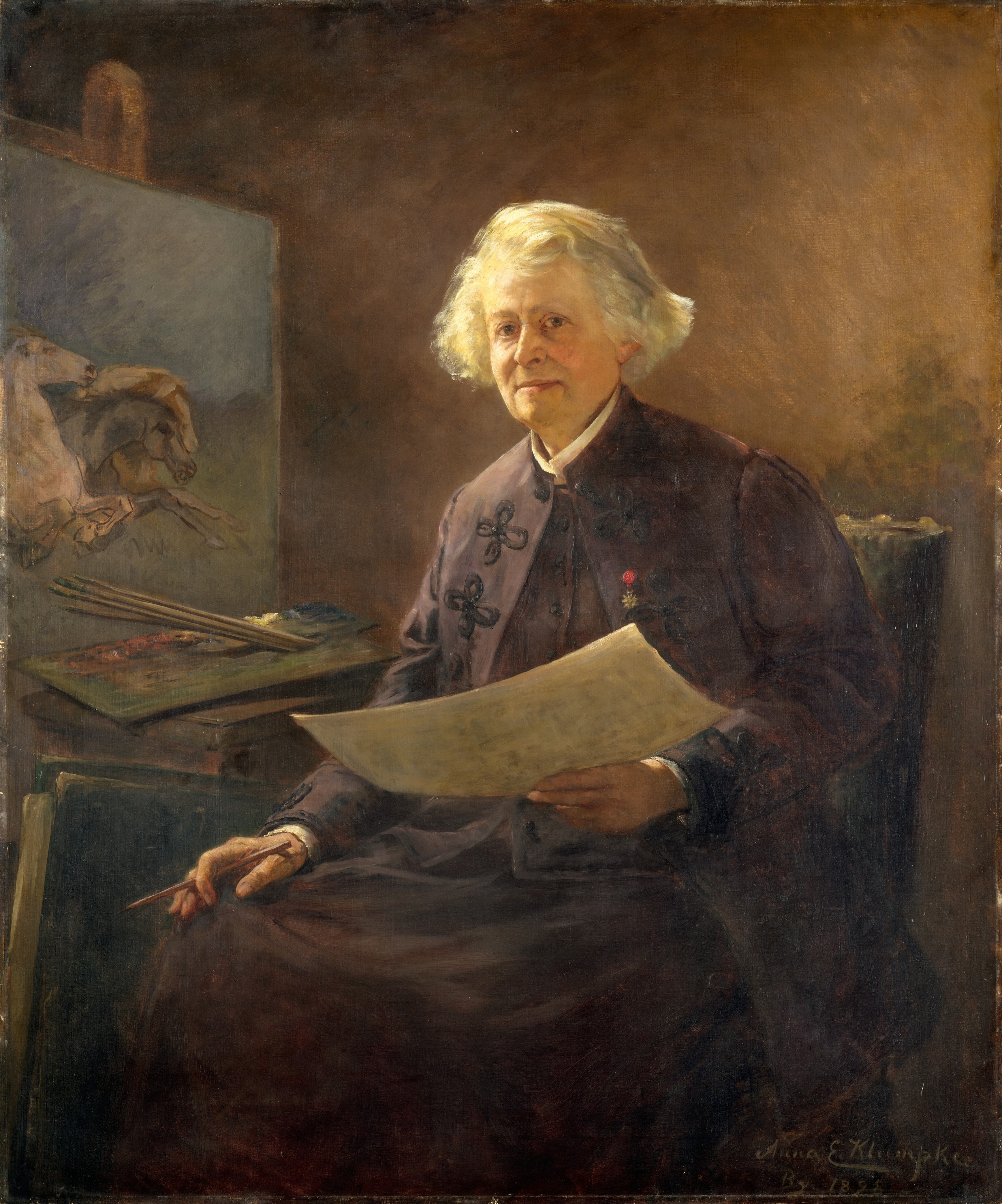
Ritratto di Rosa Bonheur, 1898 New York, Metropolitan Museum of Art
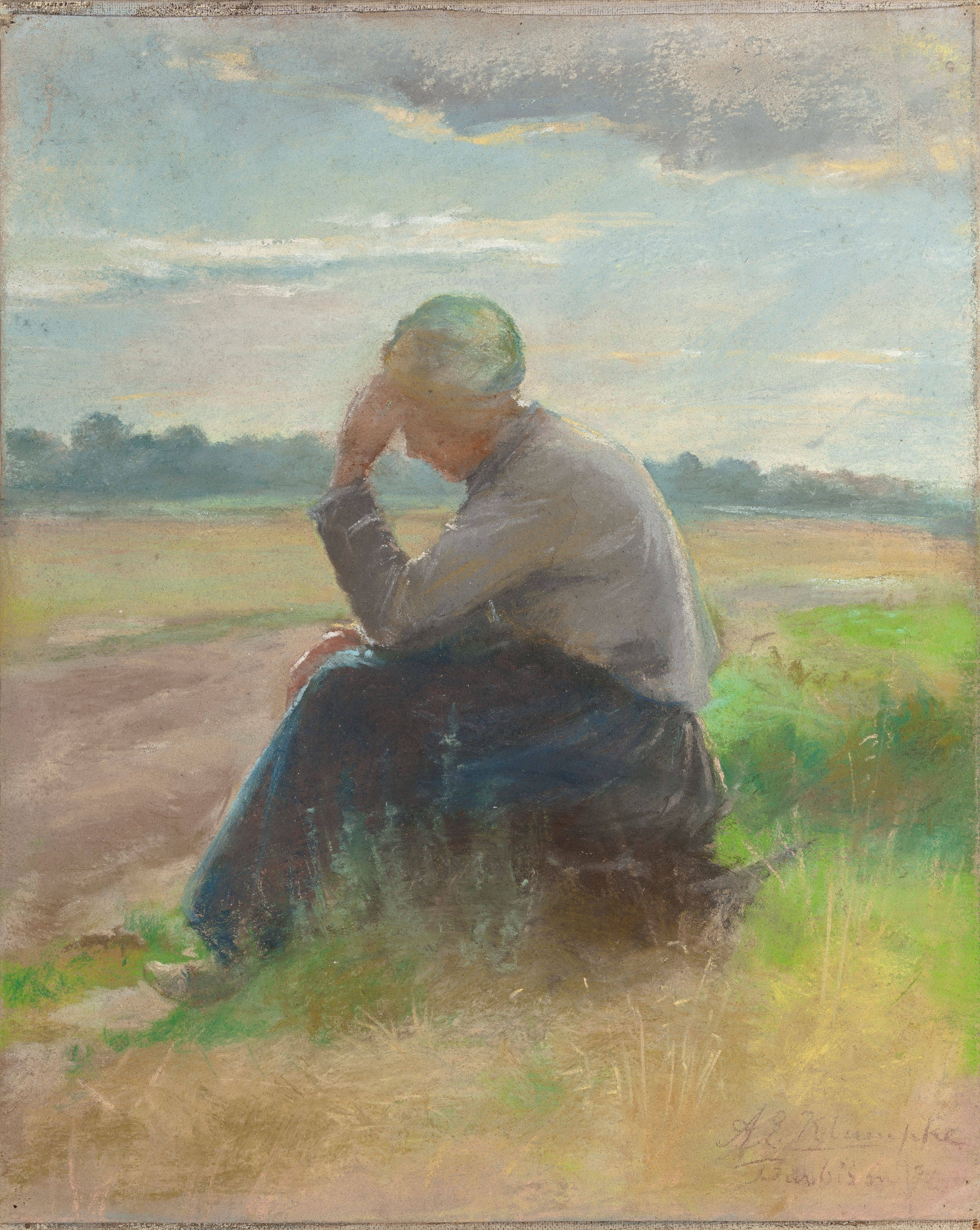
Momento di riposo, 1891
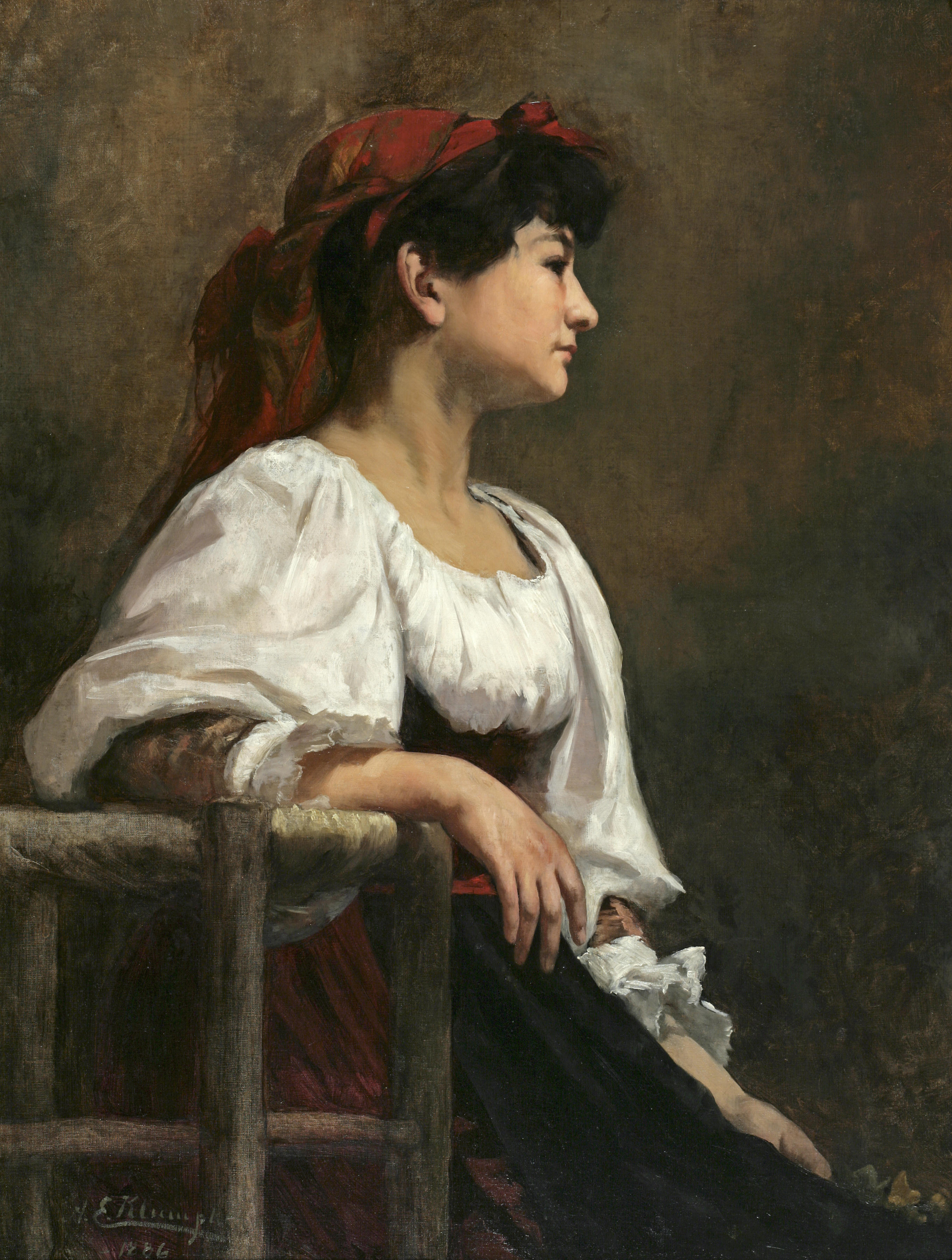
Donna seduta con un foulard rosso, 1886
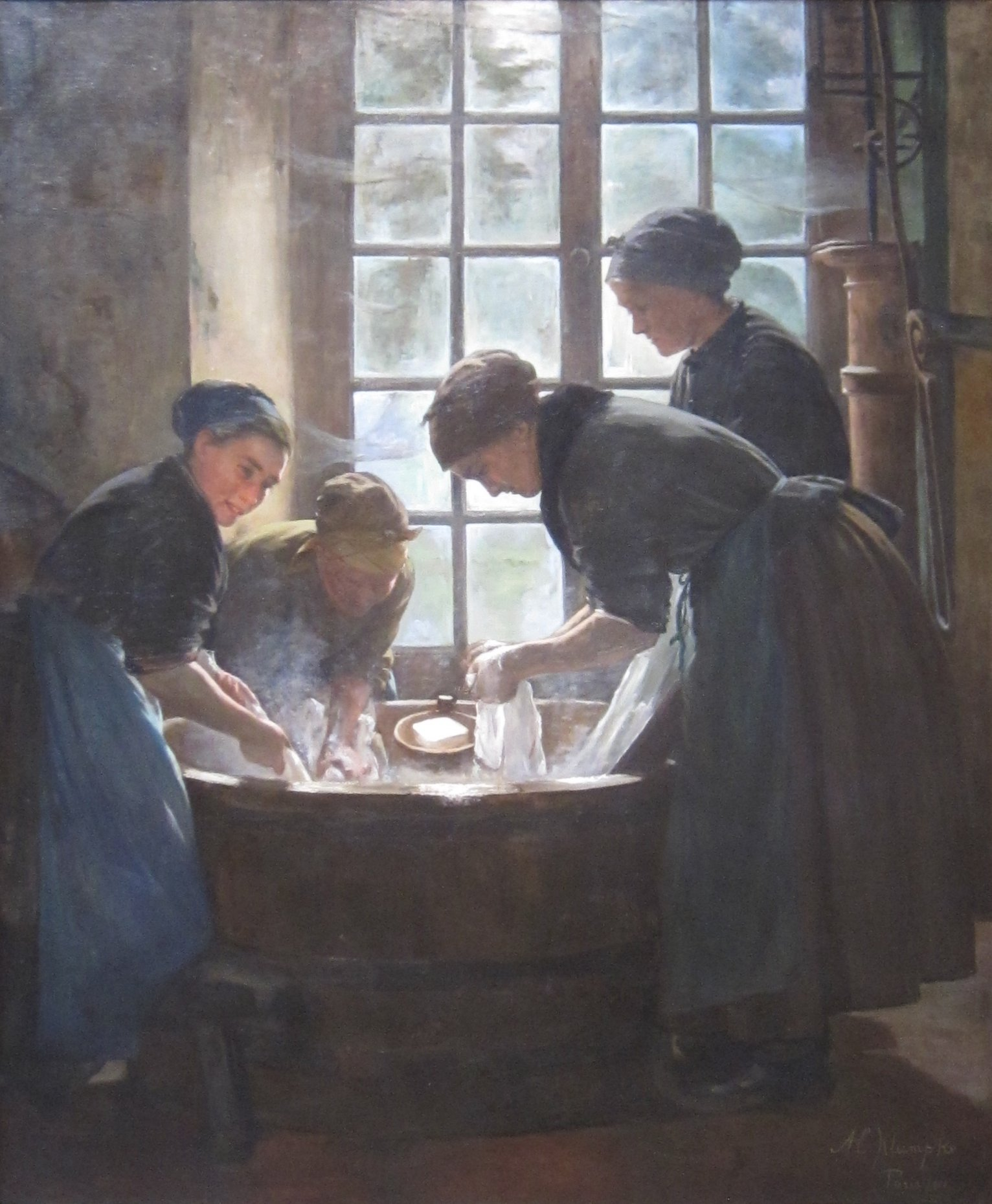
Il lavatoio, 1888 Pennsylvania Academy of the Fine Arts
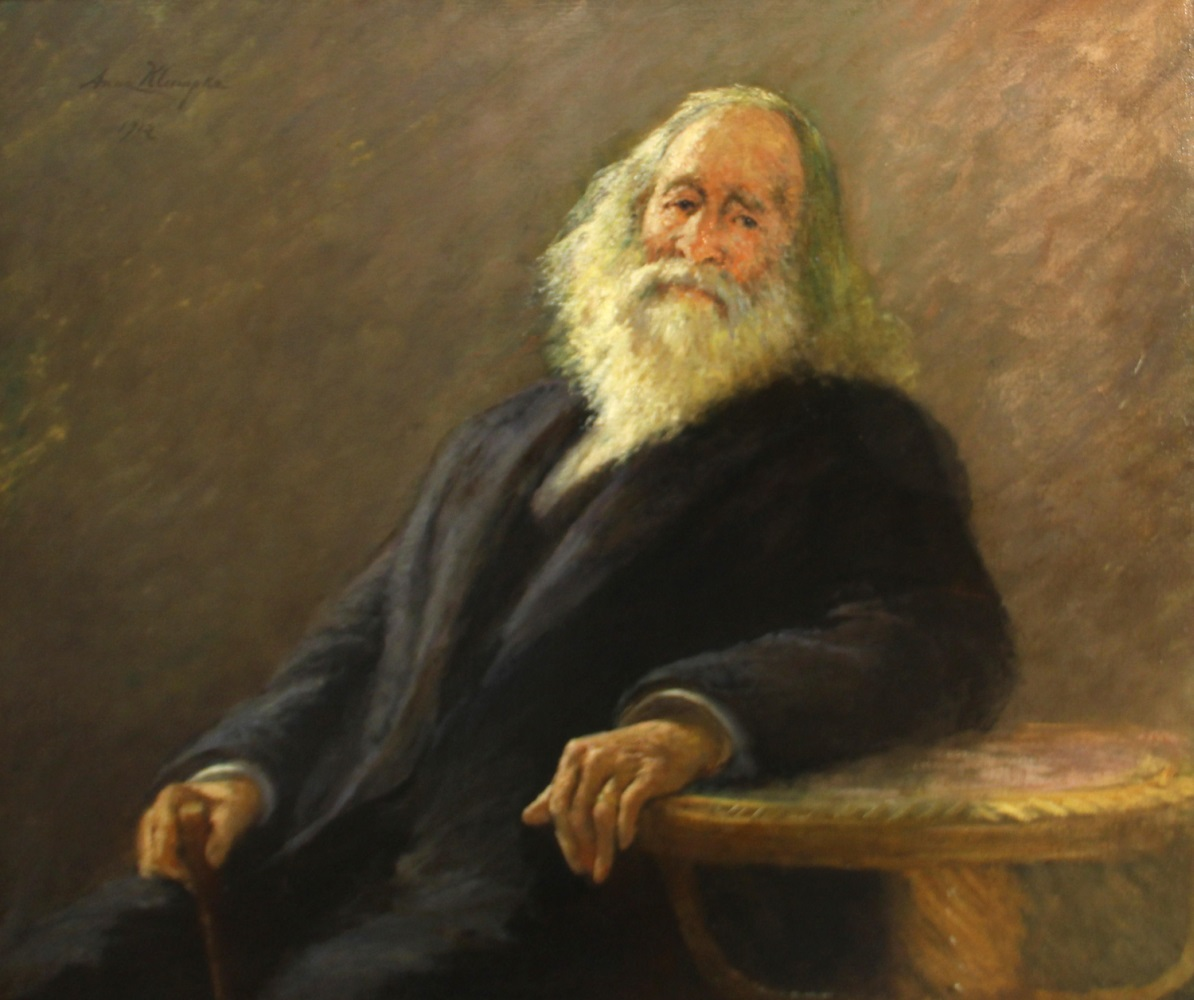
Ritratto del padre, 1912